# Billy O'Neill
Pour les articles homonymes, voir O'Neill.

a Compétitions nationales et continentales officielles uniquement.

b Matchs officiels uniquement.
Dernière mise à jour le 9 mars 2023.
William O'Neill dit Billy O'Neill, né le 5 juin 1878 à Cardiff et mort le 2 avril 1955 dans la même ville, est un joueur gallois de rugby, évoluant au poste de pilier pour le pays de Galles et essentiellement pour les clubs de Cardiff RFC et Aberavon RFC.

## Biographie
Billy O'Neill dispute son premier test match le 6 février 1904, contre l'équipe d'Écosse de rugby à XV. Il joue avec le Pays de Galles le tournoi britannique de rugby à XV 1905 et il remporte la triple couronne. Alors qi'il est disponible pour disputer le 16 décembre 1905 une rencontre de prestige contre les All Blacks en tournée, les sélectionneurs gallois mettent au point une tactique pour contrer devant les Néo-zélandais et ne le retiennent pas. Billy O'Neill gagne une nouvelle triple couronne en 1908 et dispute son dernier test match le 14 mars 1908, contre l'équipe d'Irlande de rugby à XV.

## Palmarès
- Victoires dans le Tournoi britannique de rugby à XV 1905 et 1908
- Triple couronne en 1905, 1908

## Statistiques en équipe nationale
- 11 sélections pour le pays de Galles
- Sélections par année : 2 en 1904, 3 en 1905, 2 en 1907, 4 en 1908
- Participation à quatre Tournois britanniques en 1904, 1905, 1907, 1908